# Laurel und Hardy: In Oxford
In Oxford (Originaltitel: A Chump at Oxford) ist eine US-amerikanische Filmkomödie mit Laurel und Hardy in den Hauptrollen aus dem Jahr 1940. Der Film hatte seine Premiere am 16. Februar 1940, österreichischer Kinostart war am 11. März 1949, während die deutsche Premiere erst 1950 war. Im Laufe der Zeit erhielt er die verschiedensten deutschen Titel, darunter „Wissen ist Macht“ oder „Dick und Doof als Studenten“ in Deutschland und „Sprung ins Glück“ in Österreich.

## Handlung
Stan und Ollie bekommen von einer Arbeitsvermittlung einen Job als Diener im großbürgerlichen Hause des Ehepaars Vanderbild vermittelt. Weil Mrs. Vanderbild ein Dienstboten-Ehepaar verlangt, muss sich Stan als Ollies Frau verkleiden. Wegen ihrer praktischen Unfähigkeit zerstören sie allerdings ein Dinner der Vanderbilds mit zahlreichen angesehenen Leuten und werden dafür schon am ersten Abend mit dem Gewehr aus dem Haus gejagt. Anschließend bekommen sie eine Arbeit als Straßenkehrer. Durch Zufall vereiteln sie einen Bankraub, als sie eine Bananenschale auf dem Boden liegen lassen, über welche der flüchtende Bankräuber stolpert und verhaftet werden kann. Der Bankdirektor belohnt die beiden mit einem kostenlosen Stipendium für Oxford. Stan und Ollie reisen deshalb nach England.
Gleich am ersten Tag werden sie Opfer eines Streichs: Einige Studienkollegen schicken sie in den Oxforder Irrgarten, aus dem sie erst am nächsten Tag wieder herauskommen und wo ein von Studenten gespieltes Gespenst seinen Schabernack mit ihnen treibt. Danach wird ihnen das Zimmer des Dekans Williams als ihres präsentiert. Als Williams Stan und Ollie in seinem Bett entdeckt und der Streich auffliegt, lässt er die fünf Studenten, die an dem Streich beteiligt waren, exmatrikulieren. Die Studenten sinnen daraufhin auf Rache gegenüber den „Verrätern“ Stan und Ollie. Als Stan aus dem Fenster sieht und dieses auf seinen Hinterkopf fällt, tritt er plötzlich als Meisterstudent Lord Paddington auf, welcher einst in Oxford als Genie in allen Belangen galt, dann aber mysteriös verschwand. Stan mutiert zum geschätzten Mann, welcher großherzig Ollie als seinen Butler beschäftigt. In der Gestalt als Lord, in der er über immense Körperkräfte verfügt, kann Stan auch den Racheplan der Studenten vereiteln. 
Als es Ollie zu viel wird, packt er wütend seine Sachen, um wieder nach Amerika zu ziehen. Just in dem Moment fällt Stan erneut ein Fenster auf den Kopf, und er erlangt sein ursprüngliches Gedächtnis und seine ursprüngliche Intelligenz wieder, woraufhin Ollie ihn umarmt.

## Hintergrund
- Das Drehbuch entstand im April/Mai 1939, die Dreharbeiten dauerten von Juni bis September 1939. Neben den drei anderen Drehbuchautoren schrieb auch Stan Laurel selbst daran.
- Der Film stellt eine lose Parodie des ein Jahr zuvor erschienenen Films Der Lausbub aus Amerika (A Yank at Oxford, 1938) dar, beispielsweise die Verfolgung Stan und Ollies durch die wütenden Studenten. Auch der englische Originaltitel "A Chump At Oxford" ("Ein Depp in Oxford") spielt darauf an.
- Da der langjährige Laurel-und-Hardy-Regisseur James Parrott im Mai 1939 an den Folgen seiner langjährigen Drogensucht starb, übernahm Laurels alter Freund Alfred J. Goulding (1896–1972) die Regie.
- Vom Irrgarten wurde nur die Kulisse des Ausgangs aufgebaut, alles andere wurde auf eine Wand gemalt und mit der Kulisse kombiniert.
- Ursprünglich war der Film nur etwa 43 Minuten lang. Die aktuellen ersten 20 Minuten, die Stan und Ollie als Butler zeigen, waren ein Remake des 1927 entstandenen Films From Soup to Nuts und wurden letztendlich in den Film hineingeschnitten. Zuerst war auch jenes Remake als Kurzfilm geplant und wäre der erste Kurzfilm seit 1935 gewesen.

## Kritik
„Laurel und Hardy sind wieder da! Das ist eine erfreulichere Nachricht als jede frohe Botschaft, welche Zeitungen sonst verkünden. A Chump At Oxford gehört zu ihren besten Filmen, die nach Urteil mancher Lästermäuler erfreulicher sind als die von Chaplin. Ihre Clownerien sind pure. Sie geben nicht vor, eine unverbesserliche Welt verbessern zu wollen, und sie hatten nie den Ehrgeiz, auch noch den Hamlet zu spielen“

## Deutsche Fassungen
- 1950 entstand die erste deutsche Fassung bei der Uranus GmbH in München. Buch und Dialogregie übernahm Hans Eggerth. Axel Schacht sprach Laurel und Wilfried Seyferth Oliver Hardy. Die Fassung kam unter dem Titel Dick und Doof als Studenten ins Kino.[1]
- 1968 wurde von der Berliner Synchron eine zweite Synchronfassung unter dem Titel Wissen ist Macht erstellt. Franz-Otto Krüger schrieb das Buch und führte auch Regie. Walter Bluhm sprach in dieser Fassung Stan und Gerd Duwner Ollie. Die Musik für die deutsche Fassung lieferten Conny Schumann und Peter Schirmann. In weiteren Rollen sind Franz-Otto Krüger (James Finlayson), Brigitte Grothum (Anita Garvin), Friedrich W. Bauschulte (Jean de Briac), Friedrich Schoenfelder (Forbes Murray), Rainer Brandt (Gerald Fielding), Peter Schiff (Peter Cushing), Paul Wagner (Wilfred Lucas) und Hugo Schrader (Forrester Harvey) zu hören.[1]
- Die dritte Synchronfassung der Beta Technik erschien als Zweiteiler mit den Titeln Das peinliche Gastmahl und Der Lümmel im Kinderwagen. Buch und Regie führte Heinz Caloué und die Musik lieferten Fred Strittmatter und Quirin Amper Jr. Walter Bluhm sprach wieder Stan und Bruno W. Pantel übernahm Ollie. Hanns Dieter Hüsch sprach ein- und überleitende Kommentare. In weitere Rollen sind Eva-Maria Lahl (Vivien Oakland), Hartmut Neugebauer (Harry Bernard), Klaus W. Krause (James Finlayson), Lis Verhoeven (Anita Garvin) und Thomas Braut (Jean de Briac) zu hören.[1]
- Die vierte Fassung wurde für die Reihe Lachen Sie mit Stan und Ollie wiederum bei der Beta Technik erstellt. Buch und Dialogregie lagen dieses Mal in den Händen von Wolfgang Schick, der dabei auf die zweite Fassung von Franz-Otto Krüger zurückgriff. Theo Lingen sprach eine kurze Einführung und Walter Bluhm und Michael Habeck sprachen Stan und Ollie. Die Musik lieferten erneut Fred Strittmatter und Quirin Amper Jr.[1]